# Walid Bencherifa
Walid Bencherifa né le 6 novembre 1988 à Alger, est un footballeur algérien. Il joue comme Arrière gauche à l'Olympique Akbou.
C'est un joueur polyvalent, il peut jouer comme Arrière gauche, Milieu gauche ou même Milieu offensif.

## Biographie
Bencherifa est formé à la Jeunesse sportive d'El Biar (JSEB) en jeune catégorie puis à l'OM Ruisseau. Il joue ensuite de 2010 à 2012 au RC Kouba.

## Palmarès
Il remporte le Championnat d'Algérie en 2018 sous les couleurs du CS Constantine.